# Крипа
Кри́па (IAST: Kṛpa), также Крипача́рья — герой древнеиндийского эпоса «Махабхараты», сын Шарадвана и Джалапади, брахман-знаток военной науки и наставник принцев при дворе Хастинапуры. На знамени Крипы изображён бык. Его сестра-близнец Крипи вышла замуж за Дрону. В битве на Курукшетре Крипа сражался на стороне Кауравов. Впоследствии он был назначен учителем внука Арджуны Парикшита.

## Легенда

### Предыстория
Однажды у великого риши Гаутамы родился вооружённый луком и стрелами сын, которого назвали Шарадваном. Ум ребёнка был направлен не на изучение религиозных ведийских писаний, а на изучение Дханур-веды — текстов, посвящённых военной науке. С течением времени Шарадван, совершая суровые аскезы, достиг совершенства во владении всеми видами оружия. Обретя великую мощь, сын Гаутамы обеспокоил царя богов Индру, который отправил апсару по имени Джалапади с поручением прервать подвижничество мудреца.
Апсара направилась в отшельническую обитель Шарадвана и попыталась соблазнить его. При виде небесной девы, чьё не имеющее себе равных по стройности тело было прикрыто лишь куском материи, тело сына Гаутамы сильно задрожало, лук и стрелы выскользнули у него из рук и упали на землю. Однако, благодаря своему подвижничеству, он сумел удержать свои чувства под контролем и устоял перед соблазном, но всё же бессознательно изверг семя, которое упало в пучок тростника и разделилось надвое. Из семени тотчас родилось двое близнецов.

### Биография
В это время царь Шантану был на охоте, и один из сопровождавших его воинов увидел новорожденных младенцев. Заметив рядом с ними лук и стрелы, а также оленьи шкуры, он подумал, что это дети сына брахмана, который изучил Дханур-веду, и показал на близнецов и стрелы царю. Почувствовав сострадание, царь взял близнецов и отправился домой, решив усыновить их. У себя во дворце он подверг их очистительным ведийским обрядам. Тем временем Шарадван, избежав сетей апсары, вновь посвятил себя изучению военного искусства.
Первого из близнецов, который был мальчиком, Шантану назвал Крипой, а второго близнеца — девочку — Крипи. Царь тщательно воспитал детей. Впоследствии, Шарадвана, с помощью приобретённой через совершение аскез мистической силы, узнал, что стал отцом двоих детей. Прибыв ко двору царя Шантану, он рассказал ему о рождении и происхождении близнецов.
Шарадван обучил Крипу Дханур-веде и объяснил, как владеть всеми видами оружия. За короткое время Крипа стал великим учителем военного искусства. Изучив под его наставничеством Дханур-веду, сыновья Дхритараштры и Пандавы, вместе с Вришни и многими царями достигли высокого положения махаратхов. Праведный Крипа наряду с Дроной и Бхишмой неустанно обличали жадного принца Дурьодхану и потворствовавшего ему отца царя Кауравов Дхритараштру, но не смог погасить вражду Пандавов и Кауравов и предотвратить битву на Курукшетре. Из армии Кауравов в битве уцелели только трое героев; двое из них — Крипа и его племянник Ашваттхама — обладали даром неуязвимости.